# Santa Maria (Covilhã)
Santa Maria, antigamente Santa Maria Maior' foi uma freguesia portuguesa do município da Covilhã, com 1,98 km² de área e 3 220 habitantes (2011). Densidade: 1 626,3 hab/km².
Foi extinta em 2013, no âmbito de uma reforma administrativa nacional, tendo sido agregada às freguesias de Conceição, São Martinho, São Pedro e Canhoso, para formar uma nova freguesia denominada União das Freguesias de Covilhã e Canhoso com a sede em Covilhã (Conceição).

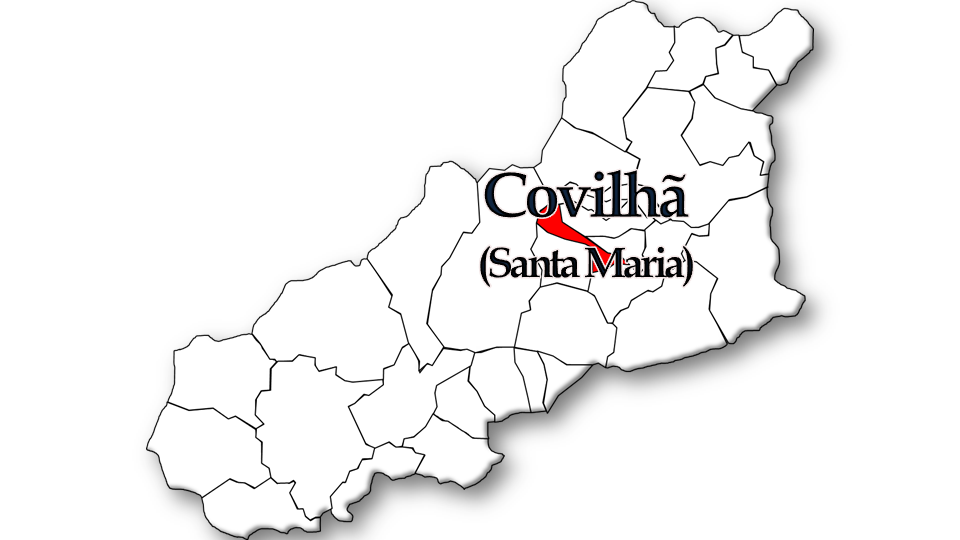
Localização no Concelho de Covilhã

## População
| População da freguesia de Covilhã (Santa Maria) | População da freguesia de Covilhã (Santa Maria) | População da freguesia de Covilhã (Santa Maria) | População da freguesia de Covilhã (Santa Maria) | População da freguesia de Covilhã (Santa Maria) | População da freguesia de Covilhã (Santa Maria) | População da freguesia de Covilhã (Santa Maria) | População da freguesia de Covilhã (Santa Maria) | População da freguesia de Covilhã (Santa Maria) | População da freguesia de Covilhã (Santa Maria) | População da freguesia de Covilhã (Santa Maria) | População da freguesia de Covilhã (Santa Maria) | População da freguesia de Covilhã (Santa Maria) | População da freguesia de Covilhã (Santa Maria) | População da freguesia de Covilhã (Santa Maria) |
| ----------------------------------------------- | ----------------------------------------------- | ----------------------------------------------- | ----------------------------------------------- | ----------------------------------------------- | ----------------------------------------------- | ----------------------------------------------- | ----------------------------------------------- | ----------------------------------------------- | ----------------------------------------------- | ----------------------------------------------- | ----------------------------------------------- | ----------------------------------------------- | ----------------------------------------------- | ----------------------------------------------- |
| 1864                                            | 1878                                            | 1890                                            | 1900                                            | 1911                                            | 1920                                            | 1930                                            | 1940                                            | 1950                                            | 1960                                            | 1970                                            | 1981                                            | 1991                                            | 2001                                            | 2011                                            |
| 2 509                                           | 2 955                                           | 4 858                                           | 4 215                                           | 4 147                                           | 3 596                                           | 3 888                                           | 4 170                                           | 3 832                                           | 4 261                                           | 4 615                                           | 4 011                                           | 3 053                                           | 2 490                                           | 3 220                                           |

## Património
- Casa dos Ministros ou Casa dos Magistrados
- Capela de Santa Cruz (Sítio do Calvário) ou Capela do Calvário
- Muralhas da Cidade da Covilhã
- Pelourinho da Covilhã
- Edifício na Rua 1º de Dezembro, nº 10 - Cisterna medieval)
- Igreja da Misericórdia da Covilhã
- Cine-teatro da Covilhã